# USS Portsmouth (SSN-707)
Za druga plovila z istim imenom glejte USS Portsmouth.
USS Portsmouth (SSN-707) je jedrska jurišna podmornica razreda los angeles.